# 棉桠镇
棉桠镇，原为棉桠乡，是中华人民共和国四川省凉山彝族自治州盐源县下辖的一个乡镇级行政单位。2020年6月，撤销棉桠乡，设立棉桠镇，以原棉桠乡和原大草乡白杨坪村、石花村、牦牛山牧场所属行政区域为棉桠镇的行政区域。

## 行政区划
棉桠镇下辖以下地区：
核桃园村、汪家山村、清水村、塘泥湾村、木邦营村、绵垭村、狐狸洞村、棉桠林场生活区和牦牛山牧场生活区。